# VESA BIOS Extension
VESA BIOS Extension (VBE) – standard VESA normujący interfejs programistyczny dla kart SVGA. Powodem powstania tego standardu była wielka różnorodność sposobów dostępu do dodatkowych możliwości kart graficznych.
VBE definiował zestaw dodatkowych funkcji dostępnych przez przerwanie programowe 10h BIOS. Standaryzował również numery trybów graficznych (tj. rozdzielczość i głębię kolorów) – np. tryb oznaczony numerem 101h będzie na każdej karcie graficznej wspierającej standard VBE trybem 640×480 w 256 kolorach.

## VBE 1.0
Pierwsza wersja VBE, oznaczona numerem 1.0, została przedstawiona w 1989 roku. Definiowała następujące funkcje:
- odczyt informacji o typie karty graficznej,
- odczyt charakterystycznych danych podanego trybu graficznego (rozdzielczość, głębia kolorów, adresy pamięci video, organizacja pamięci),
- ustawienie żądanego trybu graficznego,
- odczytanie bieżącego trybu graficznego,
- zapisanie stanu karty,
- odtworzenie stanu karty,
- ustawienie/odczyt bieżącego banku pamięci.

Powstały też rozszerzenia do wersji 1.0 standardu oznaczone numerami 1.1 i 1.2.

## VBE 2.0
Druga wersja VBE została opracowana w 1994 roku. Jednym z głównych rozszerzeń w stosunku do wersji 1.0 było stworzenie 32-bitowego interfejsu do niektórych funkcji VBE. Program pracujący w trybie chronionym otrzymywał adresy funkcji, które mógł wywołać bezpośrednio, bez odwoływania się do przerwania 10h, przeznaczonego dla trybu rzeczywistego. Ponadto dodano funkcje umożliwiające tworzenie w pamięci karty obrazów o rozdzielczości większej niż rozdzielczość aktualnie ustawionego trybu graficznego. Dodano również funkcje pozwalające odczytać i zapisać paletę kolorów w trybach 16 i 256-kolorowych.

## VBE 3.0
Ostatnią, trzecią wersję standardu VBE opublikowano 16 września 1998 roku. Udostępnia ona rozszerzenia dla 32-bitowego interfejsu, definiuje liniowy bufor (procesor widzi całą pamięć karty graficznej, nie ma potrzeby przełączania okien). VBE 3.0 umożliwia również ustawienie częstotliwości odświeżania monitorów, ułatwia obsługę stereoskopowych okularów LCD, oraz dodaje sprzętowe wsparcie dla potrójnego buforowania. Został również wprowadzony interfejs programistyczny dla dodatkowych rozszerzeń, nie związanych bezpośrednio z obsługą kart graficznych:
- Flat Panel Interface Extension,
- Audio Interface Extension (VBE/AI),
- OEM Extension (rozszerzenia definiowane przez producenta karty),
- Display Data Channel (VBE/DDC).